# モチモチの木
『モチモチの木』（モチモチのき）は、斎藤隆介作、滝平二郎絵の絵本。1971年11月、岩崎書店発行。小学校教科書にも長く広く採用されており、2020年度の全ての小学校3年生の教科書に掲載されている。

## あらすじ
豆太は、峠の猟師小屋に祖父と二人きりで住んでいる。小心者の豆太は、夜には一人で別棟の便所に行けなかった。家の前にはトチノキの巨木がある。秋になれば木はたくさんの実をつけ、その実で作った餅（栃餅）はほっぺたが落ちるほど美味い。豆太が「モチモチの木」と呼ぶその木は、夜になれば両手を振り上げたお化けの姿に見える。その枝ぶりが怖いのだ。だから真夜中に尿意を覚えれば、寝入っている祖父をわざわざ起こして連れて行ってもらうほどだった。
そのモチモチの木には、霜月二十日（旧暦11月20日）の丑三つ時になれば細かい枝の隅々にまで灯るという。それを「山の神の祭り」と呼び、大そう美しいものだという。だが勇気のある子供が、たった一人で居る時でなければ見られない。幼い時分の祖父が、豆太の亡き父も見たという「山の神の祭り」を豆太も見たいと願うが、真夜中のモチモチの木を想像しただけで尿を漏らしそうになるのだった。
その晩、祖父と寝床に潜りこんでいた豆太は唸り声で目を覚ます。見れば祖父が急な腹痛で苦しんでいたのだった。祖父を助けるには半里（約2km）も離れた麓（ふもと）の村まで医者を呼びに行かなければならない。豆太は勇気を振り絞り、真夜中の山道を足が痛むのもかまわず走り抜いて医者を呼びだす。事情を知った医者は豆太を背負って山の小屋へと向かう。その道中、この冬初めての雪が降り出した。モチモチの木は月を背にして輝いていた。枝の隅々に火が灯っていた。枝を彩る新雪が月光に照らされているのだった。前に祖父が話していた「山の神の祭り」このことだったのだと悟る。
医者と豆太の介抱で、祖父は立ち直る。そして豆太から顛末を聞かされ、
「お前は山の神様の祭りを見たんだ。お前は一人で医者様を呼びに行ける、勇気のある子どもだ。自分で自分を弱虫だなんて思うな。人間、優しささえあれば、やらなきゃならねぇ事は、きっとやるもんだ。それを見て他人が驚くわけさ」
と教え諭す。
しかし、祖父の病気が治ると豆太はまた元の小心者に戻り、やはり夜は一人では便所に行けないのであった。

## 内容の改訂
初版では23ページと29ページに三日月が描かれているが、出版から数年後に「丑三つ時に三日月が上るのはおかしい」と小学校教師から批判され、1977年の改訂版で絵と文が二十日の月に描き替えられた。この改訂は滝平にとって不本意なものであり、立腹して三日月の原画を捨てようとしたが妻に止められたため、初版の原画が現存している。

## 書誌情報
- 斉藤隆介、滝平二郎『モチモチの木（創作絵本）』岩崎書店、1971年11月21日。ISBN 978-4-265909-06-3。

### 英語版
- 『The Booyoo Tree』 斎藤隆介 作、滝平二郎 絵、アーサー・ビナード 訳、岩崎書店、2021年9月30日。ISBN 9784265831029。
- 『The Tree of Courage』 斎藤隆介 作、滝平二郎 絵、サコ・ラクラン 訳、R.I.C.Story Chest、2007年5月。ISBN 9784902216837。

## 映像・声劇作品
- モチモチの木 / 岡本忠成（1972年）
- オーケストラ絵本 モチモチの木 / 青島広志、阿部六郎、新星日本交響楽団（日本コロムビア、1984年、LP、規格品番：CZ7255）
  - オーケストラ絵本 モチモチの木 / 青島広志、阿部六郎、新星日本交響楽団（日本コロムビア、1995年、CD、規格品番：COCC-12864）

## 関連商品
バンダイが2019年に、滝平による挿絵の1つをあしらったTシャツを期間限定で販売したところ、担当者の予想を超える売れ行きを見せ、2023年までに4度にわたって限定販売されている。開発担当者によると企画の発端は「より多くの人に着てもらえる」デザインを求めた際に「小学校の教科書」に着目し、その中で印象に残った作品として本作が選ばれたという。主な購買層は30代後半から40代後半の男性（ただし女性も少なくないとする）で、SNSでの拡散も人気を後押ししていると開発担当者は説明している。